# كأس ولي العهد السعودي 2012–13
كأس ولي العهد السعودي 2012–13 هو الموسم الـ 38 من بطولة كأس ولي العهد السعودي لأندية كرة القدم.

## دور الـ 16
| الأهلي                                                                     | 4 – 1 | الشعلة                |
| -------------------------------------------------------------------------- | ----- | --------------------- |
| - 8' فيكتور سيموس - 22' فيكتور سيموس - 47' تيسير الجاسم - 60' عماد الحوسني |       | 67' عبدالرحمن العجلان |

| الشباب                                   | 2 – 3 | الرائد                                                                |
| ---------------------------------------- | ----- | --------------------------------------------------------------------- |
| - 68' ناصر الشمراني - 84' مارسيلو كماتشو |       | - 5' إيف ديبا إيلونغا - 61' عبد السلام الشريف - 107' إيف ديبا إيلونغا |

| التعاون                             | 2 – 4 | النصر                                                                         |
| ----------------------------------- | ----- | ----------------------------------------------------------------------------- |
| - الحاج بوقاش 26' - أحمد الحربي 75' |       | - محمد السهلاوي 33' - حسني عبد ربه 36' - محمد السهلاوي 54' - حسني عبد ربه 67' |

| الوحدة          | 1 – 0 | الاتفاق |
| --------------- | ----- | ------- |
| إسلام سراج 120' |       |         |

| الفتح                                                    | 3 – 2 | العروبة                               |
| -------------------------------------------------------- | ----- | ------------------------------------- |
| - مبارك الخضري 41' - دوريس سالامو 43' - دوريس سالامو 56' |       | - مشاري العنزي 58' - مشاري العنزي 82' |

| نجران          | 1 – 2 | الهلال                             |
| -------------- | ----- | ---------------------------------- |
| حسن الراهب 34' |       | - عادل هرماش 10' - يو بيونغ سو 33' |

| الفيصلي                                                                                  | 5 – 2 | هجر                                     |
| ---------------------------------------------------------------------------------------- | ----- | --------------------------------------- |
| - إسماعيل العجمي 7' - محمد سالم 18' - سلطان النمري 43' - نابي سوماه 45' - نابي سوماه 54' |       | - محمد الشهراني 46' - محمد الشهراني 66' |

| الاتحاد | 0 – 2 | القادسية                               |
| ------- | ----- | -------------------------------------- |
|         |       | - فهد السبيعي 10' - صالح الجمعان 45+2' |

## ربع النهائي
| الأهلي          | 1 – 2 | النصر                              |
| --------------- | ----- | ---------------------------------- |
| منصور الحربي 7' |       | - خالد الزيلعي 11' - عبده عطيف 78' |

| القادسية          | 1 – 2 | الرائد                            |
| ----------------- | ----- | --------------------------------- |
| ماجد النجراني 65' |       | - عصام الراقي 44' - ريان بلال 80' |

| الوحدة | 0 – 3 | الفيصلي                                              |
| ------ | ----- | ---------------------------------------------------- |
|        |       | - محمد جحفلي 17' - سلطان النمري 74' - نابي سوماه 87' |

| الفتح | 0 – 2 | الهلال                             |
| ----- | ----- | ---------------------------------- |
|       |       | - عادل هرماش 25' - ويسلي لوبيز 79' |

## نصف النهائي
| الفيصلي | 0 – 1 | الهلال            |
| ------- | ----- | ----------------- |
|         | تقرير | 57' ياسر القحطاني |

| الرائد | 0 – 2 | النصر                                                |
| ------ | ----- | ---------------------------------------------------- |
|        |       | - رافائيل باستوس 23' - محمد السهلاوي 88' (ضربة جزاء) |

## النهائي
| النصر           | 1 – 1 (ب.و.إ.) | الهلال                        |
| --------------- | -------------- | ----------------------------- |
| حسن الراهب 120' | تقرير          | 118' (ضربة جزاء) محمد الشلهوب |